# 1989 في كندا
فيما يلي قوائم الأحداث التي وقعت خلال عام 1989 في كندا.

## أحداث
- 10 مارس – طيران أونتاريو الرحلة 1363
- 6 ديسمبر – مذبحة مدرسة بوليتكنيك

## سياسة

### تعيين في المنصب
- 1 يناير – تشارلز توماس Vice Chief of the Defence Staff (Canada) [الإنجليزية]‏.
- 1 يناير – روبرت جورج Commander of the Royal Canadian Navy [الإنجليزية]‏.
- 1 يناير – لويد كراوس نائب حاكم نوفا سكوشا [الإنجليزية]‏.

### انتهاء فترة المنصب
- 1 يناير – برايان سميث عضو الجمعية التشريعية لكولومبيا البريطانية ‏.
- 1 يناير – تشارلز توماس Commander of the Royal Canadian Navy [الإنجليزية]‏.
- 1 يناير – جيمس راسيل عضو المجلس النيابي لنيوفندلاند ولابرادور ‏.

## رياضة
- 18 يونيو – جائزة كندا الكبرى 1989 الفائز تييري بوتسين.

## برامج ومسلسلات وأنمي
- بابار

## مواليد

### يناير
- 1 يناير – جوزيف فيلوس دراج كندي.
- 29 يناير – كايزا مغنية كندية.
- 30 يناير – كايلي بنبري ممثلة أمريكية.

### فبراير
- 6 فبراير – سوفي بينيت
- 13 فبراير – ميكائيل زيوسكي
- 21 فبراير – مونيك سوليفان درّاجة طريق كندية.

### مارس
- 1 مارس – إميرود توبيا
- 4 مارس – مات كينيدي لاعب هوكي جليد كندي.
- 20 مارس – إكسافيير دولان
- 20 مارس – داين سميث لاعب كرة سلة كندي.
- 23 مارس – ترامار ساذرلاند

### مايو
- 17 مايو – تيسا فيرتشو

### يونيو
- 21 يونيو – ديفو جوزيف لاعب كرة سلة كندي.

### يوليو
- 27 يوليو – شارلوت أرنولد ممثلة كندية.

### سبتمبر
- 6 سبتمبر – جوردان باشينسكي لاعب كرة سلة من الولايات المتحدة الأمريكية.
- 10 سبتمبر – مات لام لاعب كرة قدم كندي.

### أكتوبر
- 11 أكتوبر – هنري لاو
- 24 أكتوبر – شانيا جريمز
- 26 أكتوبر – آلاء مرابط

### نوفمبر
- 16 نوفمبر – وارن وارد لاعب كرة سلة كندي.
- 19 نوفمبر – تايجا

### ديسمبر
- 3 ديسمبر – جيليان كارلتون درّاجة طريق كندية.
- 8 ديسمبر – أندرو نيكولسون لاعب كرة سلة كندي.
- 26 ديسمبر – كينت نولان ممثل كندي.

## وفيات

### أبريل
- 24 أبريل – جان-شارل فالاردو (مواليد 1914) كاتب كندي.

### ديسمبر
- 6 ديسمبر – مارك ليبين (مواليد 1964)